# Synagoga na Szkoliszczu w Mohylewie
Synagoga na Szkoliszczu w Mohylewie – synagoga położona w mohylewskiej dzielnicy Szkoliszcze (nazwa pochodząca od szkół żydowskich) przy ul. Szkoliszcze (obecny adres: wul. Wjalikaja Hramadzianskaja 21).
Początki synagogi sięgają przełomu XVII i XVIII wieku. Zbudowana została w pobliżu głównego mostu na Dnieprze, niedaleko historycznego centrum miasta.
W czasach radzieckich odebrano synagodze funkcje sakralne i przekształcono ją w stację pomp, pobierającą wodę z rzeki. Po roku 2000 gmina żydowska w Mohylewie rozpoczęła starania o restytucję mienia i po uzyskaniu poparcia burmistrza oraz rady miasta zwrot budynku zaakceptował prezydent Alaksandr Łukaszenka.
W roku 2018 bliski ukończenia był remont generalny synagogi, a w planach była także rekonstrukcja i przywrócenie funkcji kultowych.